# Casa de las Cadenas (Cádiz)
La Casa de las Cadenas de Cádiz es una casa palacio del siglo XVII, situada en el casco histórico de la ciudad, que constituye actualmente la sede del Archivo Histórico Provincial de Cádiz. Fue completamente reformada en el año 1987 por los arquitectos Cruz y Ortiz para albergar la sede del archivo. Está catalogado como Bien de Interés Cultural.
Antiguamente era la casa particular de un comerciante portugués del siglo XVII, Diego Barrios de la Rosa. Su historia es, cuanto menos, singular: fue construida en homenaje al Santísimo Sacramento a raíz de los sucesos ocurridos durante la procesión del Corpus de 1692, en la que la fuerte lluvia llevó a refugiarse en la casa al Santísimo Sacramento.
En sus tres siglos de vida no solo ha sido vivienda particular, también ha sido utilizado como tienda de tejidos, hotel, restaurante, convento y almacén.

## Situación
Se encuentra situada en la calle Cristóbal Colón número 12, en el centro del casco histórico de la ciudad. Se construyó en el año 1693, siendo su promotor, don Manuel de Barrios. Constituye un ejemplo emblemático del tipo de casa señorial gaditana conocida como de Cargadores de Indias. Este noble edificio, de cuatro plantas de altura, se organiza en dos cuerpos según una solución compositiva habitual en Cádiz: las dos primeras plantas están construidas con la clásica piedra ostionera de la zona, a manera de zócalo en la base de todo el edificio, mientras que las dos plantas superiores quedan revestidas por convencionales paramentos acabados en color blanco.

## Portada
Cuenta con una espléndida portada barroca labrada en mármoles italianos traídos de Génova que contrasta con la sencillez de su larga fachada, de trazado algo curvo siguiendo la alineación de la calle. Es obra de los hermanos Andreoli.
Se trata de una portada que basa su estructura en dos parejas de grandes columnas salomónicas con capiteles corintios que flanquean la puerta de acceso y soportan un estrecho y alargado balcón con balaustrada de piedra, focalizando la atención de todo el edificio. Un segundo cuerpo de esta portada se centra sobre el anterior en un hueco al que se le adosan a cada lado pilastras pareadas de orden jónico con decoraciones en relieve a base de guirnaldas y rostros infantiles. Se remata la composición con un original frontón curvo en cuyo tímpano se despliega una decoración menuda con figuras de ángeles que centran un motivo eucarístico.

## Torre
Otro elemento singular de este importante edificio es su torre-mirador, construida por el arquitecto italiano Jacopo Antonio Ponzanelli. Elemento característico de las construcciones gaditanas que aparecen a finales del siglo XVII y adquiere personalidad propia durante la siguiente centuria. Convertida en un elemento de prestigio de los prósperos comerciantes gaditanos de la época, la correspondiente a esta Casa de las Cadenas presenta influencias del estilo neoclásico y se resuelve con altas pilastras de orden toscano que contribuyen a aumentar la esbeltez de su figura.
Interiormente cuenta con la escalera principal, una bóveda encamonada y un bello patio sobre cuatro columnas cuyo cuerpo superior se cierra mediante una galería acristalada.

## Catalogación
- Bien de Interés Cultural, el edificio está catalogado como Monumento, y así aparece publicado en el BOE en el año 1985.